# Thủy điện Sông Pha
Thủy điện Sông Pha là nhóm các thủy điện xây dựng trên dòng Sông Pha ở vùng đất xã Lâm Sơn huyện Ninh Sơn tỉnh Ninh Thuận, Việt Nam.
Năm 2020 Thủy điện Sông Pha có 3 bậc với tổng công suất lắp máy 18 MW, sản lượng điện hàng năm 102 triệu KWh.
- Thủy điện Sông Pha công suất lắp máy 7,5 MW, sản lượng điện hàng năm 40 triệu KWh, khởi công năm 1992, hoàn thành năm 1995.
- Thủy điện Hạ Sông Pha 1 công suất lắp máy 5,4 MW, sản lượng điện hàng năm 32 triệu KWh, khởi công tháng 5/2011, hoàn thành tháng 11/2013 11°49′47″B 108°41′31″Đ / 11,829795°B 108,691826°Đ [5]
- Thủy điện Hạ Sông Pha 2 công suất lắp máy 5,1 MW, sản lượng điện hàng năm 30 triệu KWh, khởi công tháng 5/2011, hoàn thành tháng 7/2015 11°49′59″B 108°42′30″Đ / 11,832935°B 108,708343°Đ [6]

## Công trình liên quan
Thủy điện Sông Pha hoạt động liên hoàn với các thủy điện khác trên hệ thống sông Pha - sông Ông.
Ở phía thượng nguồn là Thủy điện Đa Nhim, có hồ nước 11°51′17″B 108°36′23″Đ / 11,854857°B 108,606328°Đ trên sông Đa Nhim ở độ cao trên 1000 m so với mực nước biển, tại vùng đất thị trấn D'Ran huyện Đơn Dương tỉnh Lâm Đồng. Nước chuyển về nhà máy ở xã Lâm Sơn và xả ra sông Pha, làm tăng lưu vực sông. Thủy điện Đa Nhim có công suất lắp máy 160 MW với 4 tổ máy, khởi công tháng 4/1961, hoàn thành tháng 12/1964.
Dự án mở rộng thủy điện Đa Nhim nâng tổng công suất lắp máy lên 240 MW, trong đó lắp đặt thêm 1 tổ máy 80 MW, khởi công tháng 12/2015 , đến tháng 12/2018 đã hòa lưới thành công .
Ở phía hạ nguồn là Thủy điện Sông Ông có công suất lắp máy 8,1 MW, sản lượng điện hàng năm 41 triệu KWh, xây dựng trên dòng sông Ông ở vùng đất xã Quảng Sơn huyện Ninh Sơn, khởi công tháng 7/2005, hoàn thành tháng 8/2009. 11°46′17″B 108°47′55″Đ / 11,771322°B 108,798482°Đ Thủy điện Sông Ông ở cách cụm Sông Pha cỡ 13 km đường thẳng hướng đông nam.

## Tác động môi trường dân sinh
Trong qua trình xây dựng Thủy điện Hạ Sông Pha chủ đầu tư đã không giải quyết thỏa đáng những đến bù về thiệt hại của dân, dẫn đến sáng ngày 08/01/2014"dân bao vây, đòi đóng cửa nhà máy thủy điện".